# Peter August Stern
Peter August Stern (* 1. März 1907 in Burbach; † 4. April 1947 in München) war ein deutscher Journalist, Herausgeber und Widerstandskämpfer gegen den Nationalsozialismus.

## Leben
Peter August Stern wuchs als Sohn in einem protestantischen Elternhauses in Burbach auf. 1925 machte er seinen Schulabschluss an der Höheren Handelsschule in Saarbrücken und arbeitete anschließend zwei Jahre in einer Buchhandlung. Anschließend zog er nach Köln, wo er Theaterwissenschaften studierte. Er brach das Studium jedoch ab und wurde Korrektor bei der Saar- und Blies-Zeitung. Von dort stieg er bis zum Chefredakteur auf und wechselte in dieser Position zum Saarbrücker Abendblatt. Am 3. Mai 1933 heiratete er, gegen die Warnungen des Aufsichtsrats dieser Zeitung die Jüdin Marie Louise Stern. Kurz darauf wurde er entlassen. Unter seinem Nachfolger Theodor Schlemmer entwickelte sich die Zeitung zu einem nationalsozialistischen Hetzblatt.
Zusammen mit seiner Frau gründete er den Westland-Verlag und gab die Wochenzeitung Westland – ein radikaldemokratisches Blatt – heraus, das dem aufkeimenden Nationalsozialismus ablehnend gegenüberstand. Zielgruppe war die nicht konfessionell gebundene, bürgerlich-liberale Intelligenz, wie Anwälte, Ärzte, Ingenieure, Lehrer und Kaufleute. Geldgeber des Projekts war im Wesentlichen der aus Düsseldorf ins Saargebiet emigrierte Journalist Siegfried Thalheimer.  Der Druck erfolgte über den Verlag der Saarbrücker Volksstimme. Das Wochenmagazin erreichte eine Auflage von 13.300 Exemplaren, die zum Teil konspirativ auch in das Deutsche Reich eingeschmuggelt wurden. Stern selbst veröffentlichte Beiträge unter einem Pseudonym. Neben ihm waren auch Konrad Heiden, Norbert Mühlen, Victor Weber und Fritz Heymann feste Autoren. Gustav Regler, Max Beer und zahlreiche weitere Schriftsteller waren als freie Autoren beteiligt.
Im Vorfeld der Saarabstimmung engagierte sich Stern für den Status quo, also den Verbleib als Mandatsgebiet des Völkerbundes. Selbst der politische Gegner Josef Bürckel respektierte die hohe Professionalität der Zeitung und verglich die Artikel mit der bekannten Weltbühne. 1934 gelang es den Nationalsozialisten durch ein Täuschungsmanöver die Zeitung aufzukaufen. Daraufhin gründete die komplette Redaktion die neue Zeitung Grenzland, die mit ähnlicher Ausrichtung weitermachte. Die letzte Nummer erschien am 13. Januar 1935, kurz vor der Saarabstimmung, mit einer Auflage von 100.000 Exemplaren.
Stern verließ nach Bekanntgabe des Abstimmungsergebnisses das Saargebiet, nachdem er von einem ihm wohlgesonnenen saarländischen Juristen davon in Kenntnis gesetzt wurde, dass einflussreiche Justizkreise damit beschäftigt seien, gegen ihn ein Verfahren wegen Unterschlagung zu konstruieren und einen Haftbefehl zu erwirken. Daraufhin begaben sich Stern und seine Frau überstürzt außer Landes und ließen sich in Paris nieder. Dort betätigte sich Peter August Stern als Verleger für Kaufhauskataloge, aber auch für Propagandamaterial. Unter Pseudonym schrieb er außerdem für die Neue Zürcher Zeitung und die Basler Nationalzeitung. Der Aufbau einer politischen Exilzeitschrift namens Der Monat – Blätter für Kritik und Aufbau scheiterte an Kapitalmangel. 1936 hatte er einen ersten Anfall von Multipler Sklerose, eine Krankheit die fortan sein Leben bestimmen sollte.
1938 wurde Stern Redakteur und Sprecher bei der deutschen Abteilung des Senders Radio Strasbourg-PTT. Dort arbeitete er bis zu Beginn des Westfeldzuges. Er konnte den deutschen Truppen entfliehen und gelangte über Châteauroux in den unbesetzten Teil Frankreichs. Zusammen mit seiner Frau gelangten sie über Umwege nach New York City. Im April 1943 gelang es Peter August Stern eine Anstellung als Redakteur im Office of War Information zu erlangen. Dort war er als „Peter Saar“ Schreiber für Propaganda-Hörspiele. Als er von dem Morgenthau-Plan erfuhr, kündigte er seine Stellung und wurde Redakteur der deutschsprachigen Zeitung New Yorker Staatszeitung und Herold.
Nach Kriegsende kehrte er allein in das Saarland zurück und kümmerte sich dort um den Wiederaufbau. Zunächst wurde er Chefredakteur von Radio Saarbrücken, dann arbeitete er in München am Aufbau der Tageszeitung Münchner Mittag (später Münchner Merkur) mit. Wenige Wochen nach dem Start der Zeitung verstarb Stern an den Folgen seiner Multiplen Sklerose.